# Willem van Poitou
Willem van Poitou (Argentan, 22 juli 1136 - Rouen, 30 juli 1164) was de jongste zoon van Godfried V van Anjou en Mathilde van Engeland. Normalerwijze zou hij huwen met de rijke Isabella van Warenne, weduwe van zijn neef Willem van Blois, maar doordat de aartsbisschop van Canterbury, Thomas Becket, de aanvraag niet steunde, bleef de noodzakelijke pauselijke dispensatie uit, zodat Willem ongehuwd overleed. Zijn broer Hendrik II van Engeland wilde Ierland veroveren en Willem daar koning maken, maar hun moeder Mathilde keurde het plan af. Hendrik II begiftigde vervolgens Willem met diverse landgoederen. Hij werd tevens markgraaf van Dieppe.

## Voorouders
| Willem van Poitou (1136-1164) | Vader: Godfried V van Anjou (1113-1151)   | Grootvader: Fulco V van Anjou (1091-1143)       | Overgrootvader: Fulco IV van Anjou (1043-1109)        |
| Willem van Poitou (1136-1164) | Vader: Godfried V van Anjou (1113-1151)   | Grootvader: Fulco V van Anjou (1091-1143)       | Overgrootmoeder: Bertrada van Montfort (1070-1117)    |
| Willem van Poitou (1136-1164) | Vader: Godfried V van Anjou (1113-1151)   | Grootmoeder: Ermengarde van Maine (1096-1126)   | Overgrootvader: Eli I van Maine (1060-1110)           |
| Willem van Poitou (1136-1164) | Vader: Godfried V van Anjou (1113-1151)   | Grootmoeder: Ermengarde van Maine (1096-1126)   | Overgrootmoeder: Mathilde van Loir (1055-1099)        |
| Willem van Poitou (1136-1164) | Moeder: Mathilde van Engeland (1102-1167) | Grootvader: Hendrik I van Engeland (1068-1135)  | Overgrootvader: Willem de Veroveraar (1028-1087)      |
| Willem van Poitou (1136-1164) | Moeder: Mathilde van Engeland (1102-1167) | Grootvader: Hendrik I van Engeland (1068-1135)  | Overgrootmoeder: Mathilde van Vlaanderen (1031-1083)  |
| Willem van Poitou (1136-1164) | Moeder: Mathilde van Engeland (1102-1167) | Grootmoeder: Mathilde van Schotland (1079-1118) | Overgrootvader: Malcolm III van Schotland (1031-1093) |
| Willem van Poitou (1136-1164) | Moeder: Mathilde van Engeland (1102-1167) | Grootmoeder: Mathilde van Schotland (1079-1118) | Overgrootmoeder: Margaretha van Schotland (1045-1093) |